# 布魯斯特海茨 (紐約州)
布魯斯特海茨（英語：Brewster Heights）是位於美國紐約州帕特南縣的普查規定居民點。

## 人口
根據2020年美國人口普查的數據，布魯斯特海茨的面積為1.37平方千米，皆為陸地。當地共有人口1076人，而人口密度為每平方千米785.4人。